# 比德镇
比德镇，是中华人民共和国贵州省六盤水市水城区下辖的一个乡镇级行政单位。
2013年2月22日，贵州省人民政府批复同意撤销比德苗族彝族乡，设置比德镇，镇人民政府驻比德村。

## 行政区划
比德镇下辖以下地区：
比德村、大寨村、齐心村、黄草村、水库村、中心村和布拱村。